# Wahl des deutschen Bundespräsidenten 2009
- Linke: 90
- SPD: 418
- Grüne: 95
- SSW: 1
- Sonst.: 2
- FW: 10
- CDU/CSU: 497
- FDP: 107
- DVU: 1
- NPD: 3

Bei der Wahl zum deutschen Bundespräsidenten 2009 durch die 13. Bundesversammlung wurde Horst Köhler als neunter Bundespräsident im Amt wiedergewählt.
Die Wahl fand zum letzten Mal am 23. Mai, dem Jahrestag der Verkündung des Grundgesetzes statt, wie es seit 1979 Tradition gewesen war. Der Bundesversammlung gehörten die 612 Mitglieder des Deutschen Bundestages sowie 612 von den Landtagen gewählte Mitglieder an.
Der amtierende Bundespräsident Horst Köhler hatte wieder für das Amt kandidiert. Die SPD hatte ihre Kandidatin von 2004, die Politikwissenschaftlerin Gesine Schwan, erneut nominiert.
Kandidat der Partei Die Linke war der Schauspieler Peter Sodann; gemeinsamer Kandidat der NPD und der DVU war der Liedermacher Frank Rennicke.
Die Parteien, die sich für eine Wiederwahl Köhlers ausgesprochen hatten (CDU, CSU, FDP und die Wählergruppe der Freien Wähler aus Bayern), verfügten über eine absolute Mehrheit der Mitglieder der 13. Bundesversammlung, welche bei der Bundespräsidentenwahl im ersten Wahlgang erforderlich ist.
Nachdem Köhler 2004 eine Stimme mehr als nötig erhalten hatte, um den ersten Wahlgang zu gewinnen (604 bei 1205 Mitgliedern der Bundesversammlung), erzielte er bei dieser Wahl genau die nötige Stimmenzahl (613 bei 1224 Mitgliedern).

## Umfragen in der Bevölkerung
Laut einer Forsa-Umfrage im November 2008 würden 67 % der Bundesbürger Horst Köhler, 12 % Gesine Schwan und 8 % Peter Sodann zum Bundespräsidenten wählen.
Laut einer Forschungsgruppe-Wahlen-Umfrage vom 8. Mai 2009 würden 72 % der Bundesbürger Horst Köhler, 13 % Gesine Schwan und 3 % Peter Sodann wählen.
Eine Umfrage des Instituts für Demoskopie Allensbach vom 19. Mai 2009 hatte ergeben, dass 60 % der Bundesbürger für Köhler, 13 % für Schwan und 4 % für Sodann stimmen würden, 23 % machten keine Angaben.

## Bundesversammlung
| Partei       | Partei | Mitglieder | Mitglieder | Mitglieder |
| Partei       | Partei | Bund       | Länder     | gesamt     |
| ------------ | ------ | ---------- | ---------- | ---------- |
| CDU/CSU      |        | 223        | 276        | 497        |
| SPD          |        | 222        | 196        | 418        |
| FDP          |        | 61         | 46         | 107        |
| Grüne        |        | 51         | 44         | 95         |
| Die Linke    |        | 52         | 37         | 89         |
| Freie Wähler |        | –          | 10         | 10         |
| NPD          |        | –          | 3          | 3          |
| SSW          |        | –          | 1          | 1          |
| DVU          |        | –          | 1          | 1          |
| Unabhängige  |        | 2          | –          | 2          |
| Gesamt       | Gesamt | 612        | 612        | 1224       |

Die Partei Die Linke hatte zwar 90 stimmberechtigte Abgeordnete, aufgrund einer Erkrankung des Abgeordneten Wolfgang Gehrcke waren jedoch nur 89 Abgeordnete anwesend.
Diese fraktionslosen Abgeordneten sind: Gert Winkelmeier (Die Linke) sowie Henry Nitzsche (ehemals CDU, jetzt Arbeit-Familie-Vaterland).

Kandidaten
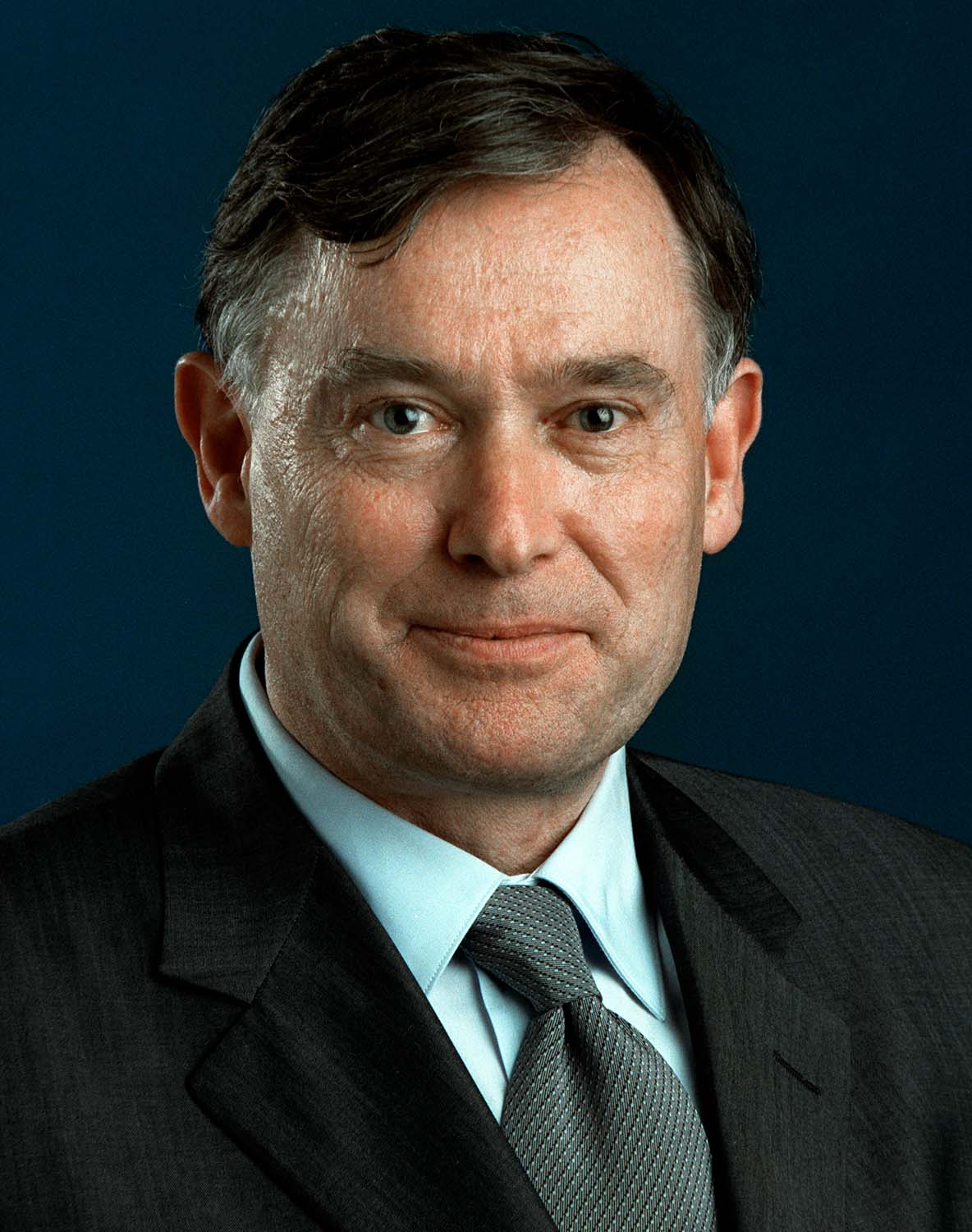
Horst Köhler (CDU/CSU)
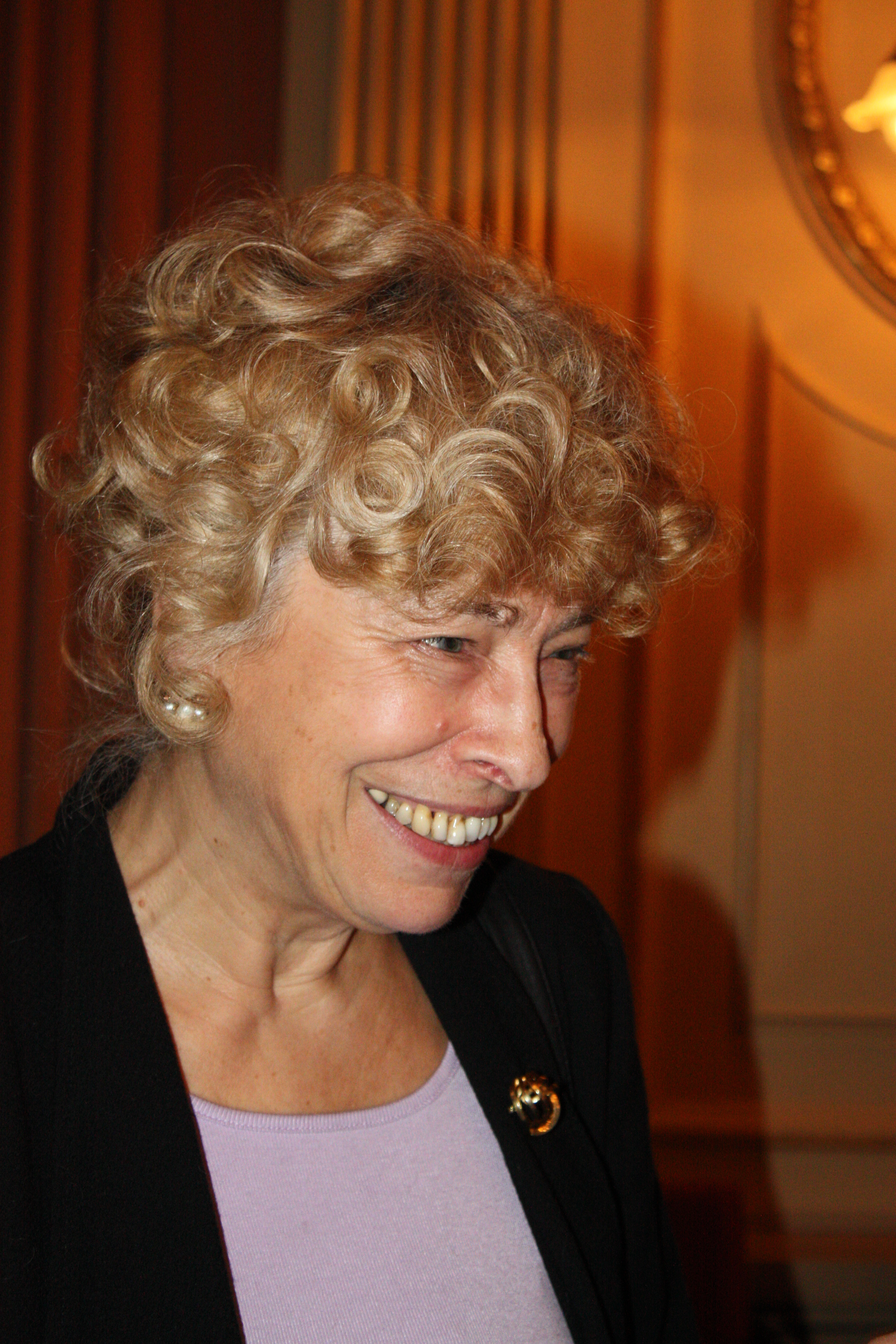
Gesine Schwan (SPD)
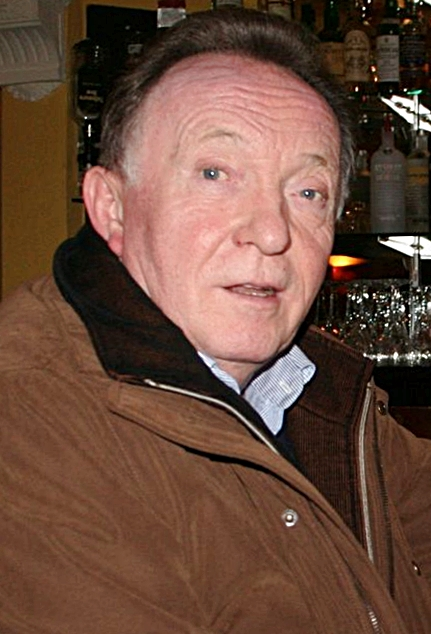
Peter Sodann (Die Linke)
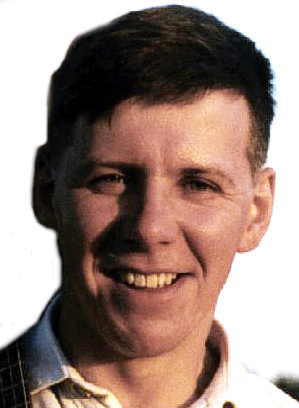
Frank Rennicke (NPD/DVU)

## Ergebnis
| Wahlgang                                                      | Kandidat          | Stimmenzahl | Anteil | Partei | Partei    | Unterstützer     |
| ------------------------------------------------------------- | ----------------- | ----------- | ------ | ------ | --------- | ---------------- |
| Erster Wahlgang                                               | Horst Köhler      | 613         | 50,1 % |        | CDU       | CDU/CSU, FDP, FW |
| Erster Wahlgang                                               | Gesine Schwan     | 503         | 41,1 % |        | SPD       | SPD, Grüne, SSW  |
| Erster Wahlgang                                               | Peter Sodann      | 91          | 7,4 %  |        | Parteilos | Die Linke        |
| Erster Wahlgang                                               | Frank Rennicke    | 4           | 0,3 %  |        | NPD       | NPD, DVU         |
| Erster Wahlgang                                               | Enthaltungen      | 10          | 0,8 %  |        |           |                  |
| Erster Wahlgang                                               | Ungültige Stimmen | 2           | 0,2 %  |        |           |                  |
| Erster Wahlgang                                               | Keine Stimmabgabe | 1           | 0,1 %  |        |           |                  |
| Damit wurde Horst Köhler zum Bundespräsidenten wiedergewählt. |                   |             |        |        |           |                  |

## Pannen während der Wahl
Die Information, dass Horst Köhler im Amt bestätigt sei, wurde durch die Bundestagsabgeordneten Julia Klöckner und Ulrich Kelber vorzeitig über den Internetdienst Twitter veröffentlicht. Bevor Bundestagspräsident Norbert Lammert um 14:29 Uhr das offizielle Ergebnis der Auszählung der Stimmen bekanntgeben konnte, teilte Kelber um 14:15 Uhr das Ergebnis mit und um 14:18 Uhr Klöckner, dass der Wahlgang erfolgreich gewesen sei. Im Gegensatz zu Kelber war Klöckner als eine der 60 Schriftführer persönlich an der Stimmauszählung beteiligt, dies warf Fragen auf, ob das Wahlgeheimnis nach § 9 Abs. 3 und 4 des Gesetzes über die Wahl des Bundespräsidenten durch die Bundesversammlung gewahrt blieb. Eine weitere Panne war, dass die Musikkapelle vorzeitig den Saal betrat und die Blumensträuße verteilt wurden. Volker Beck kommentierte um 14:24 Uhr dies über Twitter als „protokollarischen GAU“ und kündigte um 14:29 Uhr an, dies im Ältestenrat des Deutschen Bundestages thematisieren zu wollen. Nach der Sitzung des Ältestenrates am 28. Mai 2009 bedauerte Bundestagspräsident Norbert Lammert die aufgetretenen Pannen.

## Sonstiges
Es war das erste Mal, dass ein Bundespräsident bei seiner Wiederwahl nicht von allen Parteien gewählt wurde: bei den Präsidenten Theodor Heuss (1954), Heinrich Lübke (1964) und Richard von Weizsäcker (1989) war dies so.